# 浣纱站
浣紗站（：／ Wansa yeok */?）是慶全線沿線的一座鐵路車站，位于韓國庆尚南道泗川市昆明面，有無窮花號列車停靠。

## 历史
- 1968年2月7日 - 落成使用[1]。

## 相鄰車站
韓國鐵道公社
慶全線
晉州－浣紗－北川